# Wolfgangskapelle (Heilbronn)

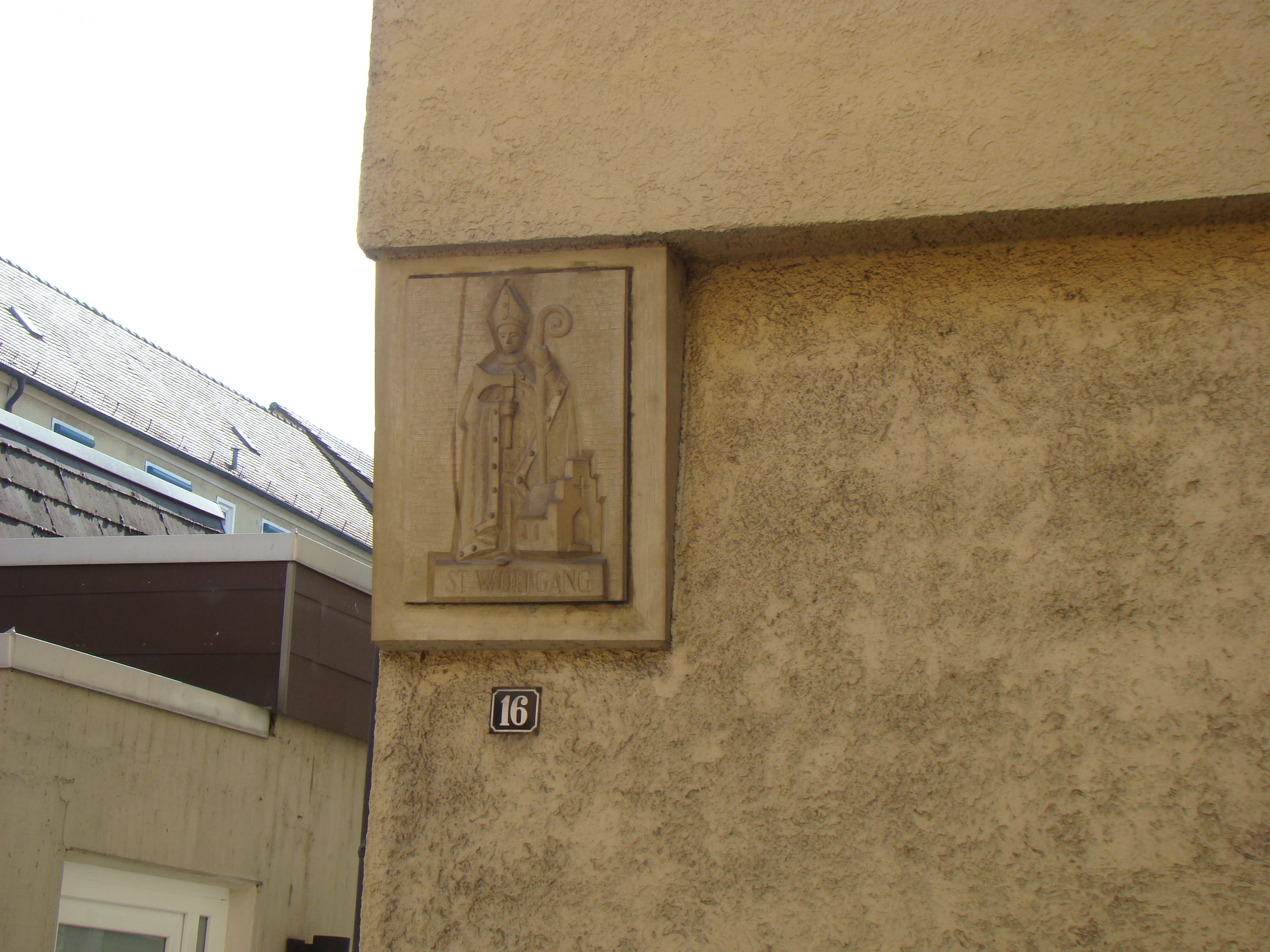
Bildnis des Hl. Wolfgang an der Hausfassade der Wolfganggasse 16 in Heilbronn unweit des früheren Standorts der Kapelle

Die Wolfgangskapelle war eine Kapelle in der Lammgasse in Heilbronn. Das Gebäude bestand bereits im späten Mittelalter, wurde im 16. Jahrhundert grundlegend erneuert, aber bald darauf im Zuge der Reformation profaniert und ging später in der Wirtschaft Zum tapferen Schwaben auf, die wie die gesamte Heilbronner Innenstadt beim Luftangriff auf Heilbronn am 4. Dezember 1944 zerstört wurde. Gleichwohl legte die Zerstörung beim Luftangriff überhaupt erst wieder diejenigen Bauteile frei, die eine genaue Lokalisierung und Beschreibung der Kapelle erlaubten.

## Geschichte
Über die Entstehung der Kapelle ist wenig bekannt. Sie war jedenfalls nur eines von etwa acht kleineren Gotteshäusern, die im späten Mittelalter in Heilbronn bestanden. Ihr Patron St. Wolfgang wurde im deutschsprachigen Gebiet um 1400 besonders verehrt, so dass die Entstehung der Kapelle auch in jener Zeit vermutet werden darf. Die Kapelle stand vielleicht ursprünglich im Zusammenhang mit dem bereits im 14. Jahrhundert erwähnten Beginenhaus, dessen Hof sich unmittelbar südlich der Kapelle erstreckte. Die erste Erwähnung findet die Wolfgangskapelle in einer Urkunde von 1486, als das Färbhaus mit Zubehör in der neuen Gasse gegenüber von St. Wolfgangs-Kapelle verkauft wurde. Außerdem wurden im selben Jahr zwei Pfleger vom Rat der Stadt mit der Betreuung der Kapelle beauftragt. 1507 beantragte der Rat der Stadt beim Kirchherrn in Würzburg das Recht zum Abriss der Kapelle. Die Kapelle wurde danach auf dem alten schiefwinkligen gotischen Grundriss grundlegend im Stil der Renaissance erneuert. Die Steinmetzzeichen des Gebäudes wiesen Ähnlichkeit mit denen des 1513–1529 erbauten Turms der Kilianskirche auf. Ein im 19. Jahrhundert aufgefundenes Gemälde des heiligen Wolfgang datierte 1517 und war vermutlich das für den Neubau gefertigte Altarbild, so dass die Fertigstellung des Kapellen-Neubaus und die Altarweihe in jenem Jahr vermutet werden.
Die Kapelle war mit einer Pfründe ausgestattet, von der ein Kaplan und ein Mesner bezahlt wurden, so dass zumindest für einige Zeit wohl regelmäßige Messen in der Kapelle gelesen wurden. Allerdings endete die religiöse Nutzung des Gebäudes wohl mit der Einführung der Reformation in Heilbronn um 1530, als man die Pfründen der kleinen Kapellen zugunsten der Armenpflege einzog. De Wolfgangskapelle kam in den Besitz der Stadt. Da sie aufgrund ihrer geringen Größe nicht als Predigtkirche taugte, wurde sie 1560 zeitweilig als Zeughaus verwendet. Auch 1706, nachdem die Nikolaikirche vom Zeughaus wieder zur Predigtkirche hergerichtet worden war, griff man bestimmt noch auf die Kapelle als Zeughaus zurück. Das Patrozinium des heiligen Wolfgang übertrug man wahrscheinlich auf die vormalige Heilig-Kreuz-Kapelle vor dem Sülmertor, die 1804 als Wolfgangskapelle bezeichnet wurde.
Um 1800 kam die alte Wolfgangskapelle in der Lammgasse in Privatbesitz. 1820 diente sie als dem Unternehmer Bläß als Magazin. Der Bäcker und Wirt Johann Berret, dem das Gebäude ab 1830 gehörte, ließ das bereits durch eine Zwischendecke in zwei Geschosse unterteilte Gebäude 1844 noch um ein weiteres Stockwerk erhöhen. Zu unbekanntem Zeitraum wurde das Bauwerk außerdem unterkellert, und 1872 wurde auch der Keller nochmals vergrößert.
Wohl schon während der Märzrevolution 1848 wurde die Gaststube im ersten Stock des Gebäudes zu einem Treffpunkt der Heilbronner Demokraten. Das Baugesuch des damaligen Besitzers Adolf Berret für eine Fassadenumgestaltung 1881 zeigt am Giebel zwei Wappenschilder mit den Heilbronner Stadtfarben und dem Schwarz-Rot-Gold der 1848er Revolution. Die Treffen der älter werdenden Demokraten, die noch bis vor dem Ersten Weltkrieg in dem Gebäude stattfanden, brachten ihm den inoffiziellen Beinamen Revolutionshalle ein. Das Gebäude war inzwischen nicht mehr als früheres Sakralgebäude zu erkennen. Als letzte Reminiszenz an die einstige kirchliche Nutzung grüßte von der Wand des Nebenzimmers, an ungefähr der Stelle, wo sich früher der Altar befunden hatte, das 1881 wiederaufgefundene Altarbild des Heiligen Wolfgang.
Das Gebäude war bis 1915 im Besitz der Familie Berret und danach im Besitz von Karl Kettemann, der der Weinstube ihren neuen Namen Zum tapferen Schwaben gab und der das Heiligenbild an das Historische Museum verkaufte.
Die frühe Geschichte des Gebäudes war nach 1900 in Vergessenheit geraten und es kursierten diverse Gerüchte, dass das Haus zu einem Kloster gehört habe (gemeint war vermutlich der benachbarte Pfleghof des Klosters Lichtenstern) und dass unterirdische Gänge von ihm wegführen würden. Erst nachdem das Gebäude beim Luftangriff auf Heilbronn am 4. Dezember 1944 mit der gesamten Altstadt in Schutt und Asche gelegt wurde, wurden unter dem abgesprengten Putz der Ruine Bauteile sichtbar, die auf die einstige kirchliche Zweckbestimmung verwiesen. So war es möglich, den Grundriss zu vermessen und Rückschlüsse auf das renaissancezeitliche Aussehen der Kapelle zu ziehen.
Nach dem Krieg wurde das gesamte Quartier modern überbaut. Abgüsse von Steinmetzzeichen, die Willi Zimmermann vor dem Abriss der Kriegsruine erstellt hat, werden im Stadtarchiv Heilbronn verwahrt.

## Beschreibung
Die Kapelle war ein nicht ganz rechtwinkliger Bau an der Ecke der Lamm- und der Wolfganggasse. Die Giebelseite mit dem Eingangsportal lag zur Lammgasse hin. Alle Wände waren aus Sandstein gefertigt. Die etwa 80–90 cm starken Seitenwände waren etwa 12,30 bzw. 11,10 Meter lang, die Giebelseiten 7,70 bzw. 7,80 Meter breit. Die Mauerhöhe betrug ungefähr 6 Meter, der Dachaufbau hatte ebenfalls eine Höhe von 6 Metern. Die Kirche hatte je zwei große Fenster mit den Maßen 1,25 × 2,73 Meter an den Längsseiten und eines an der Rückfront. Die Fenster hatten profilierte steinerne Umrahmungen. Über die Gestaltung des Eingangsportals ist nichts mehr bekannt, es wird aber wohl mit den Fenstern korrespondiert haben. Die Kapelle hatte keinen Turm, über einen eventuellen Dachreiter gibt es keine Erkenntnisse.